# Stereodon reptilis
Stereodon reptilis là một loài Rêu trong họ Hypnaceae. Loài này được (Michx.) Mitt. mô tả khoa học đầu tiên năm 1865.